# Semelparidad e iteroparidad
La semelparidad y la iteroparidad son dos posibles clases de estrategias reproductivas disponibles para los organismos vivientes. Una especie es considerada semélpara si se caracteriza por tener un único episodio reproductivo antes de morir, e iterópara si se caracteriza por tener múltiples ciclos reproductivos en el curso de su vida. Al describir este fenómeno en las plantas se utilizan los términos paralelos monocarpismo y policarpismo.
En las especies verdaderamente semélparas, la muerte después de la reproducción es parte de una estrategia global que incluye usar todos los recursos disponibles en maximizar la reproducción, a expensas de la continuación de la vida. En cualquier población iterópara sucederá que algunos individuos morirán entre su primer y segundo episodio reproductivo, pero a no ser que esto sea parte de un síndrome de muerte programada después de la reproducción, este fenómeno no debería confundirse con la semelparidad.
Esta distinción se relaciona con la diferencia entre plantas anuales y perennes. Una planta anual es una planta que completa su ciclo de vida en una única estación, y es normalmente semélpara. Las plantas perennes viven por más de una estación y son normalmente (pero no siempre) iteróparas.
La semelparidad y la iteroparidad no son, estrictamente hablando, las únicas alternativas estratégicas, sino extremos a lo largo de un continuo de modos posibles de reproducción. Muchos organismos considerados semélparos pueden, bajo ciertas condiciones, dividir su única oportunidad de reproducción en dos o más episodios.

## Visión general

### Semelparidad

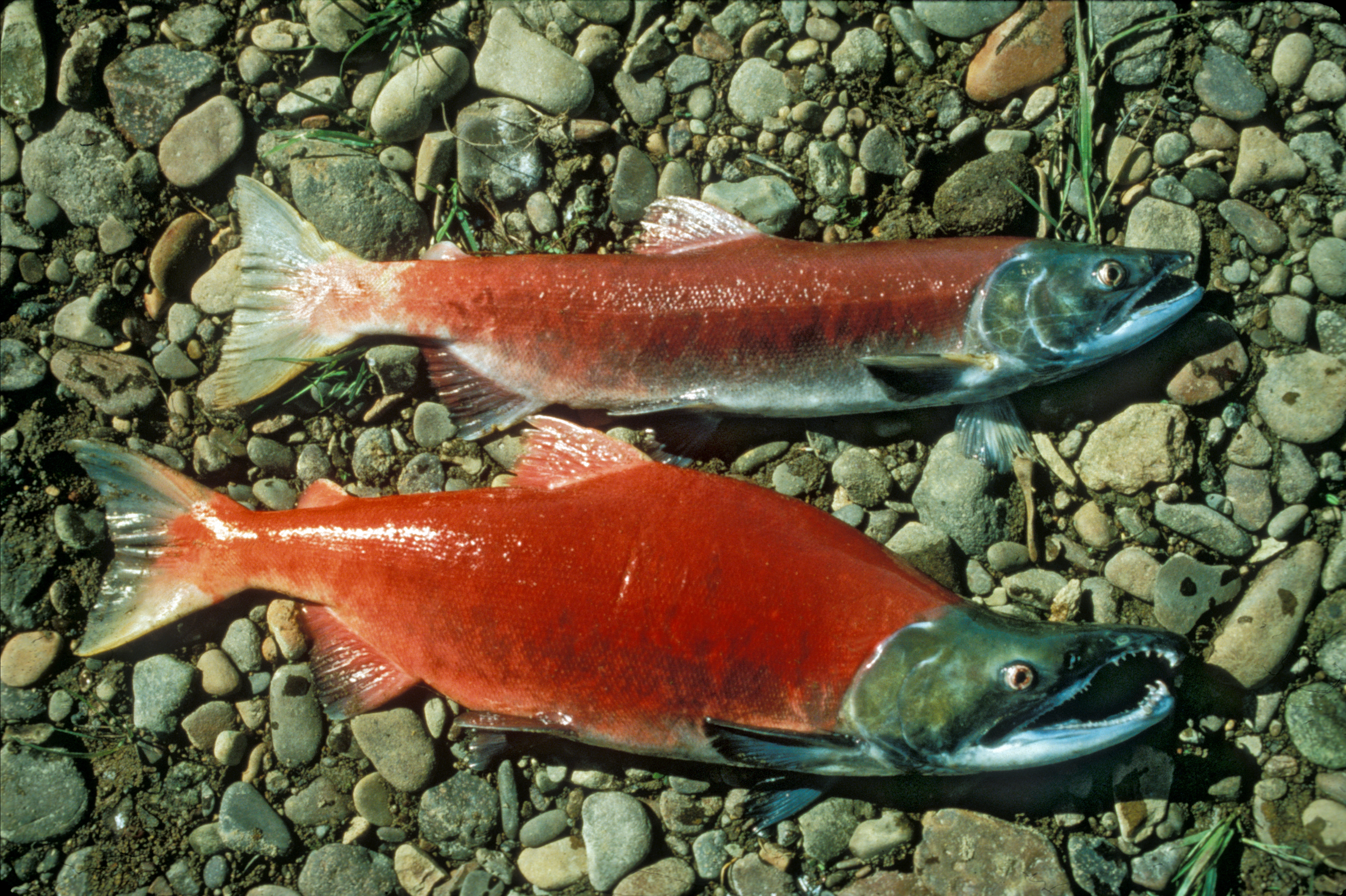
El Salmón del Pacífico es un ejemplo de un organismo semélparo.

La palabra semelparidad fue acuñada por el biólogo evolutivo Lamont Cole, y proviene del latín semel 'una sola vez' y pario 'engendrar'. La semelparidad es también conocida como reproducción de "Big Bang", ya que el único evento reproductivo de los organismos semélparos es normalmente de gran magnitud así como fatal. Un ejemplo clásico de un organismo semélparo es el salmón del pacífico (Oncorhynchus spp.), el cual vive por muchos años en el océano antes de nadar hacia la corriente de agua dulce de su nacimiento, en la que engendra a su descendencia, y muere. Otros animales semélparos incluyen muchas especies de insectos, entre los que hay algunas especies de mariposas, cigarras, y efímeras, muchos arácnidos, y algunos moluscos como ciertas especies de calamares y pulpos.
La semelparidad también ocurre en los eperlanos y los capelines, pero es una característica inusual entre los vertebrados distintos a los peces óseos. En los anfibios, solamente se conoce de este comportamiento entre las ranas del género Hyla; en los reptiles sólo unos cuantos lagartos como el camaleón de Labord, encontrado en el suroeste de Madagascar y Sceloporus bicanthalis, habitante de las montañas altas de México; y entre los mamíferos sólo en unos cuantos marsupiales didélfidos y dasiúridos. Plantas anuales, incluyendo todos los granos de cultivo y la mayoría de vegetales domésticos, son semélparos. Las plantas semélparas longevas incluyen el agave amarillo, Lobelia telekii, y algunas especies de bambú.

### Iteroparidad

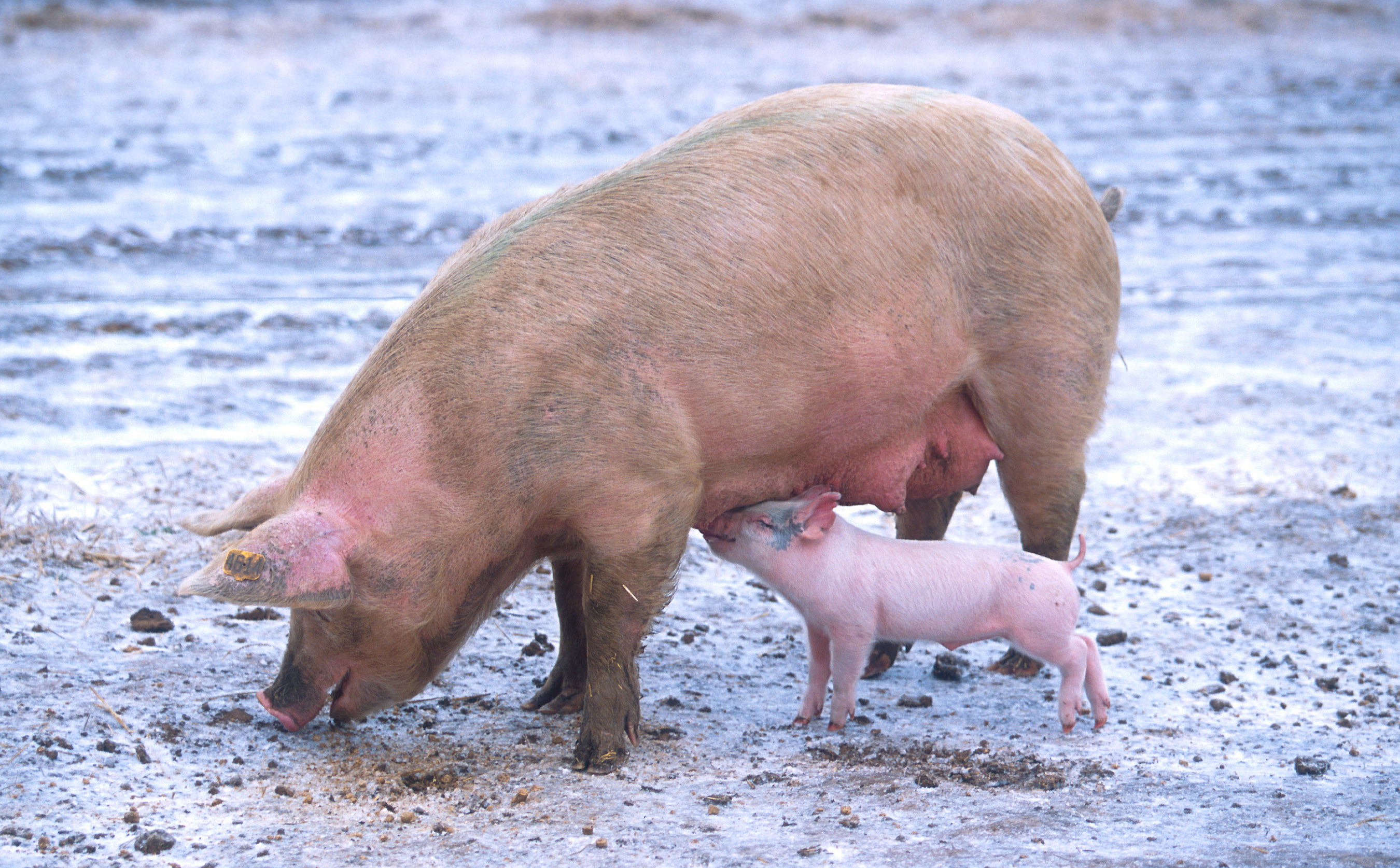
Un organismo iteróparo es aquel que puede experimentar muchos eventos reproductivos durante su vida. El cerdo es un ejemplo de un organismo iteróparo.

El término iteroparidad proviene del latín itero, 'repetir', y pario, 'engendrar'. Un ejemplo de un organismo iteróparo es un humano—aunque las personas pueden escoger tener sólo un niño (o incluso ninguno), los humanos son biológicamente capaces de engendrar descendencia muchas veces en el curso de sus vidas. 
Los vertebrados iteróparos incluyen todos los pájaros, la mayoría de reptiles, virtualmente todos los mamíferos, y la mayoría de peces. Entre invertebrados, la mayoría de moluscos y muchos insectos (por ejemplo, los mosquitos y las cucarachas) son iteróparos. La mayoría de plantas perennes son iteróparas.

## Semelparidad frente a iteroparidad

### Balance entre ventajas y desventajas
Biológicamente, un organismo cualquiera tiene una cantidad limitada de recursos y de energía disponibles a lo largo de su vida, y siempre tiene que distribuir estos recursos entre varias funciones como recolectar alimento y encontrar un compañero de apareamiento. Estas circunstancias hacen relevante el balance entre la fecundidad, el crecimiento, y la supervivencia en la estrategia de la historia de vida de cada organismo. Este balance entra en juego en la evolución de la iteroparidad y la semelparidad. Ha sido repetidamente demostrado que las especies semélparas producen más descendientes en su único episodio reproductivo que las especies iteróparas en cualquiera de sus episodios reproductivos. Aun así, la oportunidad de reproducirse más de una vez en la vida, y posiblemente proporcionando mejores cuidados en el desarrollo de la descendencia, puede compensar la ventaja estrictamente numérica de un organismo semélparo.

### Modelos basados en un balance no lineal entre pérdidas y beneficios.

Esfuerzo reproductivo iteróparo

Uno de los modelos que han sido usados para explicar la evolución diferencial de la iteroparidad y la semelparidad examina el balance entre la descendencia producida y la descendencia perdida. En términos económicos, la descendencia producida es equivalente a una función de beneficios, mientras descendencia perdida es comparable a una función de costo. El esfuerzo reproductivo de un organismo—la proporción de energía que usa al reproducirse, en contraposición a la usada en el crecimiento o la supervivencia—ocurre en el punto donde la distancia entre la descendencia producida y la descendencia perdida es más grande. El gráfico adjunto muestra las curvas de descendencia producida y descendencia perdida para un organismo iteróparo.
En el primer gráfico, el costo marginal de la descendencia producida decrece conforme se usa tiene un mayor esfuerzo reproductivo (cada descendiente adicional es menos "caro" que el promedio de toda la descendencia anterior) y el costo marginal de la descendencia perdida está aumentando. En esta situación, el organismo sólo dedica una porción de sus recursos a la reproducción, y utiliza el resto de sus recursos para crecer y sobrevivir de manera que pueda reproducirse otra vez en el futuro. Aun así, es también posible (segundo gráfico) que el costo marginal de la descendencia producida aumente, y que el costo marginal de la descendencia perdida disminuya. Cuándo este es el caso, es favorable para el organismo reproducirse una sola vez. El organismo dedica todos sus recursos a aquel único episodio de reproducción, y entonces muere. Este modelo/gráfico matemático ha encontrado sólo una confirmación cualitativa parcial de los fenómenos naturales.

### Modelos de minimización de riesgos
Un segundo conjunto de modelos examina la posibilidad de que la iteroparidad sea un método para disminuir el riesgo introducido en la "apuesta" biológica por la imprevisible supervivencia de los descendientes en etapa juvenil (al evitar poner "todos los huevos en una cesta"). Una vez más, los modelos matemáticos no han encontrado soporte empírico de los sistemas en el mundo real. De hecho, muchas especies semélparas viven en hábitats caracterizados por alta (no baja) impredecibilidad medioambiental, como desiertos y hábitats de sucesión tempranos.

### La paradoja de Cole y modelos demográficos
Los modelos que tienen el soporte más fuerte de los sistemas vivientes son los demográficos. En un clásico estudio publicado en 1954, Lamont Cole llega a una conclusión interesante:

Para las especies anuales, la ganancia absoluta en crecimiento intrínseco de la población que podría lograrse al cambiar al habito reproductivo perenne sería exactamente equivalente a agregar un individuo a la camada promedio.

Por ejemplo, se imaginan dos especies—una iterópara que tiene camadas anuales de en promedio tres descendientes, y una semélpara que tiene una camada de cuatro individuos, y entonces muere. Estas dos especies tienen el mismo índice de crecimiento de población, lo cual sugiere que incluso una ventaja de fecundidad minúscula presente en un único descendiente adicional favorecería la evolución de la semelparidad. Esto se conoce como la paradoja de Cole.
En su análisis, Cole supuso que no había ninguna mortalidad entre los individuos de la especie iterópara. Veinte años más tarde, Charnov y Schaffer mostraron que diferencias razonables entre la mortalidad juvenil y adulta producían costos mucho más razonables en el caso de la semelparidad, prácticamente resolviendo la paradoja de Cole. Un modelo demográfico aún más general estuvo producido por Young.
Estos modelos demográficos han sido más exitosos que sus competidores cuándo han sido probados en sistemas del mundo real. Se ha mostrado que las especies semélparas tienen una mortalidad esperada entre los adultos comparativamente más alta, lo cual hace más eficiente la estrategia de poner todos los recursos disponibles en el primer (y por lo tanto, último) episodio reproductivo.

### Selección r/K
La semelparidad puede ser una característica de los r estrategas, y la iteroparidad una característica de los K estrategas.